# Shuli Nathan
Shuli Nathan (Hebreeuws: שולי נתן Sjoeli Natan, geboren in 1947) is een Israëlische zangeres die vooral bekend werd doordat zij het lied Jeruzalem van goud (Yerushalayim Shel Zahav) vertolkte, dat was geschreven door Naomi Shemer. Dit lied werd na de Zesdaagse Oorlog zeer populair en maakte haar wereldberoemd. Het lied is nog altijd populair in Israël en ook wereldwijd in Joodse gemeenschappen.

## Carrière
Recente albums van Shuli Nathan zijn samengesteld met Israëlische liederen, werken van Shlomo Carlebach en traditionele joodse liederen. Ze geeft concerten in Israël en ook internationaal. Hierbij wordt veelal de hoop en de pijn van de Israëlische natie vertolkt. Vaak zingt het publiek met haar mee tijdens een optreden.
In 1999 werd de cd "Open Roads" door haar uitgegeven. Hierin werden haar eigen versies van populaire Israëlische liederen gepresenteerd, zoals "Watch Over Us, Child" van David D'Or en de hit "Never-Ending Miracles" van Rami Kleinstein.
Shuli Nathan begeleidt zichzelf met de gitaar wanneer zij Israëlische liederen van over de hele wereld zingt, waaronder Chassidische en Jiddisje liederen, alsmede oriëntaals Joodse liederen. Zij zingt in verschillende talen, onder meer Engels, Hebreeuws, Frans, Ladino en Spaans.

## Albums
- EAST NEAR & FAR
- Beloved Songs
- Songs of Praise
- Open Roads
- Mostly Carlebach